# Colom de clatell bronzat
El colom de clatell bronzat (Columba iriditorques) és un colom, per tant un ocell de la família dels colúmbids (Columbidae) que habita zones boscoses d'Àfrica Occidental i Central, des de Sierra Leone cap a l'est fins al sud-oest d'Uganda, i cap al sud, fins al nord d'Angola i el nord-oest de Zàmbia.